# Erycibe myriantha
Erycibe myriantha är en vindeväxtart som beskrevs av Merrill. Erycibe myriantha ingår i släktet Erycibe och familjen vindeväxter. Inga underarter finns listade i Catalogue of Life.